# Кадибона (проход)
Проходът Кадибона (на италиански Colle di Cadibona, но също и Bocchetta di Altare) представлява условна граница между Алпите и Апенините, които в действителност са една непрекъсната планинска верига. Намира се в Италия, на границата между регионите Лигурия и Пиемонт, поради което не е чудно, че от запад започват Лигурските Алпи, а от изток - Лигурските Апенини. Тук билото пада много ниско и проходът остава на височина едва 436 м. над морското равнище. Това обаче не е вододелното било - от двете страни на прохода са долините на реките Танаро и Бормида, притоци на По.
От юг се намира град Савона, от север - малкото градче Чева. През прохода минава автомагистрала, която свързва крайбрежието на Лигурско море (Генуа) с Паданската низина (Торино). Открита е през 1960 г. Първото известно преминаване е на Магон Барка с 8000 д. - картагенски военачалник от Втората пуническа война. Римляните строят път през 109 г. пр. н. е., който се използва векове наред. По време на италианската кампания на Наполеон Бонапарт, 1796-1797 г. (виж Френски революционни войни) пътят е разширен и е построен тунел.